# Aftonsolen sjunker bakom bergen
Aftonsolen sjunker bakom bergen är en svensk psalm med fyra verser som skrevs 1887 av Anders Gustaf Lindqvist. Musiken är hämtad ur Pilgrimstoner 1888.

## Publicerad i
- Svenska Missionsförbundets sångbok (1951) nr 689, under rubriken "Dagar och tider - Afton".[1]

### Fotnoter
1. 1 2   Sånger och psalmer musik och text : för enskilt och offentligt bruk. Stockholm: Missionsförb. 1951. Libris 3387612